# Convertisseur MHD
 (juillet 2020).
Si vous disposez d'ouvrages ou d'articles de référence ou si vous connaissez des sites web de qualité traitant du thème abordé ici, merci de compléter l'article en donnant les références utiles à sa vérifiabilité et en les liant à la section « Notes et références ».
Un convertisseur MHD (magnétohydrodynamique) est une machine électromagnétique sans pièce mécanique mobile, utilisant un classique inducteur pour produire le champ magnétique mais remplaçant l'induit habituellement solide par un fluide conducteur de l'électricité (eau salée, métal liquide, ou gaz ionisé que l'on appelle un plasma). 

Schéma de principe

Comme toutes les machines électromagnétiques, un convertisseur MHD est réversible[réf. nécessaire], qui permet indépendamment de :
- convertir l'énergie cinétique du mouvement d'un fluide conducteur, en énergie électrique : c'est alors un générateur MHD ;
- convertir de l'énergie électrique en énergie cinétique, en mettant en mouvement un fluide conducteur initialement au repos : c'est alors un accélérateur MHD.

Un générateur MHD ralentit le fluide lors de la conversion, phénomène utilisable pour des applications aéronautiques utilisant la magnétoaérodynamique (MAD).